# Бокеев, Михаил Ильич Бородатый
Михаил Ильич Бокеев по прозванию Бородатый — постельничий и воевода во времена правления Ивана III Васильевича, Василия III Ивановича и Ивана IV Васильевича Грозного.
Из дворянского рода Бокеевы, Рюриковичи. Внук родоначальника — Семёна Фёдоровича Карпова по прозванию Бокей, который князем уже не писался. Младший сын Ильи Семёновича Бокеевы, брат которого Василий Семёнович был тверским бояриным и московским воеводою. Имел старшего брата сына боярского Ивана Ильича Бокеева, упомянутого в Новгородском походе 1495 года.

## Биография
Упомянут сыном боярским. В 1495 году постельничий при Государевой постели в Новгородском походе. В 1526 году первый воевода Сторожевого полка судовой рати в походе к Казани. В 1528 году второй воевода в Муроме, откуда послан на судах к Казани вторым воеводою Сторожевого полка. Соединившись с войсками, подошедшими к Казани сухим путём, близ городского предместья разбил казанцев и различных их союзников. Взял построенную крепость на реке Булак и, окружив Казань со всех сторон, принудил жителей покориться. В 1529 году за Мещерою сперва третий, а потом второй воевода, после чего было ему предписано идти в Муром вторым воеводою. В 1530—1531 годах в Казанских походах, второй воевода Сторожевого полка судовой рати. В 1532 году сперва в Нижнем Новгороде, а во время возведения на Казанское ханство царя Еналея в Казани второй воевода войск левой руки. В 1533 году, во время нашествия Саип-Гирея, послан из Коломенского в Коломну, а оттуда в Муром, где в 1534 году находился четвёртым воеводою.